# Hemerotrecha pseudotruncata
Espèce
Hemerotrecha pseudotruncata est une espèce de solifuges de la famille des Eremobatidae.

## Distribution
Cette espèce est endémique des États-Unis. Elle se rencontre au Nevada et en Californie.

## Description
Le mâle holotype mesure 8,5 mm et la femelle paratype 8,0 mm.

## Publication originale
- Brookhart & Cushing, 2008 : Hemerotrecha banksi (Arachnida, Solifugae), a diurnal group of solifuges from North America. Journal of Arachnology, vol. 36, no 1, p. 49-64 (texte intégral).